# FM 이와테

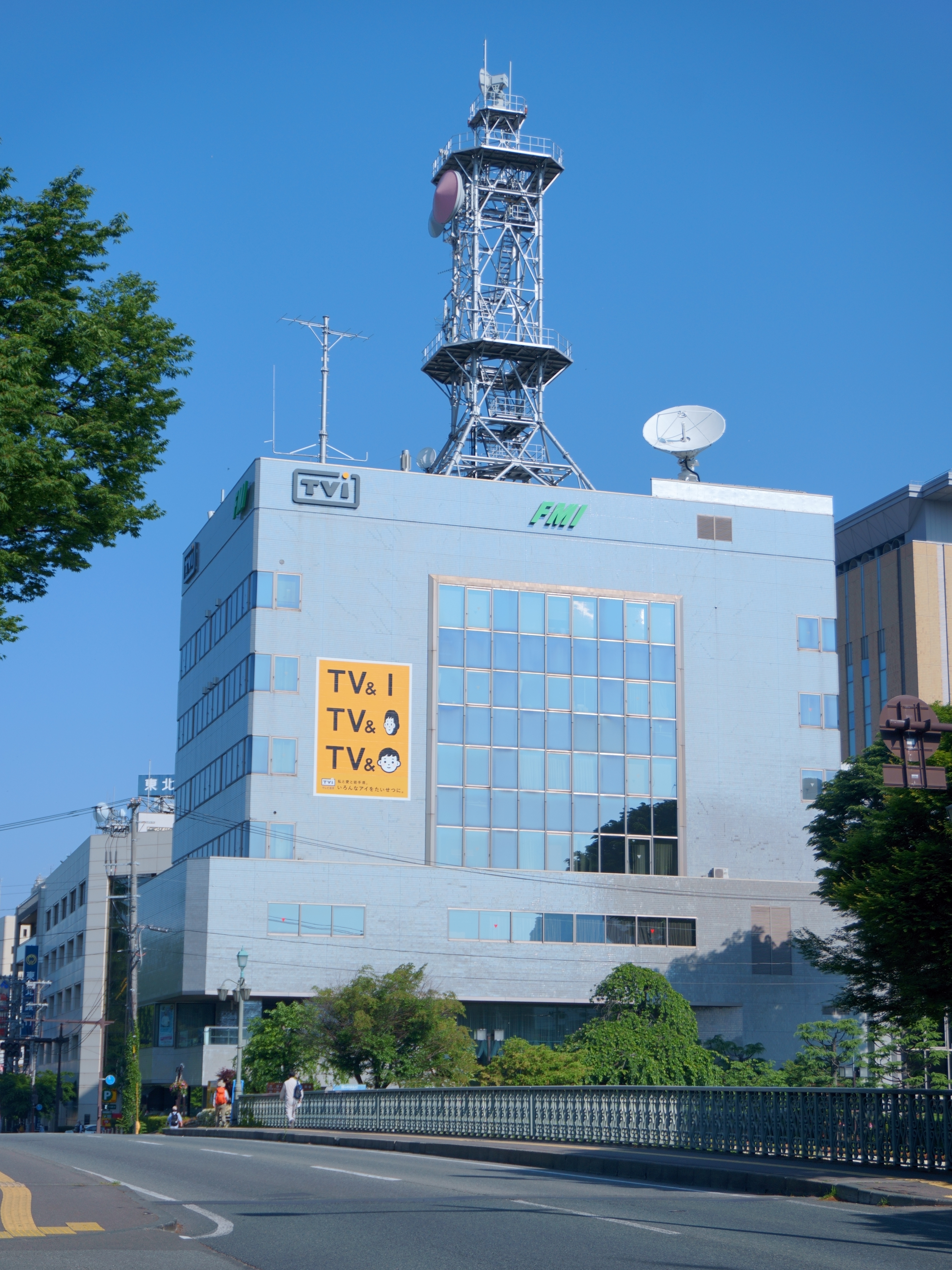
TV 이와테-FM 이와테 사옥

FM이와테는 일본의 FM라디오 방송국으로 1985년 10월 1일 개국했으며 이와테현에서 방송을 실시하고 있다. JFN에 가맹했으며 약칭은 FMI, 콜사인은 JOQU-FM이다.

## 연혁
- 1984년 9월 14일: 주식회사 FM이와테 창립.
- 1985년 10월 1일: 본방송 개시.
- 1995년 4월 1일: FM 문자다중방송 개시.
- 2006년 10월 1일: 본사를 TV 이와테 본사 7층으로 이전하면서 동시에 방송 기기를 디지털 형식으로 갱신.
- 2014년 3월 31일: FM 문자다중방송 종료.
- 2014년 12월 26일: 이와이즈미 중계국 개국.
- 2015년 3월 20일: 야마다 중계국 개국.
- 2016년 12월 23일: 오쓰치 중계국 개국.

## 주파수
- 모리오카 방송국:76.1MHz(출력:1kW)
- 노다 중계국:77.0MHz(출력:100W)
- 가마이시 중계국:79.2MHz(출력:200W)
- 오후나토 중계국:79.7MHz(출력:10W)
- 이치노세키 중계국:80.3MHz(출력:10W)
- 도노 중계국:80.7MHz(출력:20W)
- 니노헤 중계국:82.2MHz(출력:100W)
- 리쿠젠다카타 중계국:85.9MHz(출력:10W)
- 미야코 중계국:89.3MHz(출력:100W)
- 이와이즈미 중계국:78.3MHz(출력:30W)
- 야마다 중계국:82.0MHz(출력:10W)
- 오쓰치 중계국:78.4MHz(출력:20W)

## 보충서술
- TV 이와테 사옥 안에 본사가 있다.
- 개국 당시 CD 보유개수는 세계에서 가장 많았다고 한다.

## 이와테현에 있는 다른 텔레비전·라디오 방송국
- NHK 모리오카 방송국
- TV 이와테(TVI)(니혼 TV 계열)
- 이와테 아사히 TV(IAT)(TV 아사히 계열)
- IBC 이와테 방송(IBC)(TV는 도쿄 방송 계열, 라디오는 JRN&NRN계열)
- 이와테 멘코이 TV(mit)(후지 TV 계열)